# Холмы смерти
Холмы смерти - рассказ Роберта Говарда из цикла про странствующего пуританина Соломона Кейна.

## История публикаций
- журнал Weird Tales, август 1930
- Skull-face and others, Arkham House, 1946
- Red Shadows, Grant, 1968
- Warlocks and warriors, Putnam,1970
- The hand of Kane, Haddock, 1976
- Solomon Kane, Baen, 1995
- The savage Tales of Solomon Kane, Del Rey, 2004
- The Soloman Crane stories, Echo Library,2007

## Герои
- Соломон Кейн - англичанин-пуританин, бывший пират и солдат.
- Н'Лонга - старый колдун вуду, кровный побратим Кейна.

## Сюжет
Старый колдун вуду и побратим Соломона Кейна Н'Лонга дарит англичанину необычный черный посох и пуританин в поисках приключений продолжает путешествие вглубь Африки. Во время путешествия Кейн встречает местных жителей, которых терроризируют вампиры-магруду.
Чтобы спасти людей Соломон вынужден использовать магию посоха.